# Aeromonadaceae
Die Aeromonadaceae sind eine Familie von Bakterien in der Ordnung Aeromonadales.

## Merkmale

### Erscheinungsbild
Es handelt sich um stäbchenförmige Bakterien, die gerade oder gebogen sind. Die Gram-Färbung verläuft negativ. Viele Arten sind motil durch polare Flagellen, einige sind unbeweglich. Sie treten meist einzeln auf, auch Paare oder kurze Ketten kommen vor. Sie bilden keine Endosporen oder Mikrocysten.

### Wachstum und Stoffwechsel
Alle Vertreter sind chemo-organotroph, eine Photosynthese wird nicht ausgeführt. Sie sind fakultativ anaerob, sie können also unter Anwesenheit oder Abwesenheit von Sauerstoff leben und nutzen hierbei die Fermentation zur Energiegewinnung. Wenn Sauerstoff vorhanden ist, wird aerobe Atmung durchgeführt. Die meisten Arten sind Oxidase-positiv und nutzen Glucose als Substrat im Stoffwechsel. Sie reduzieren Nitrat zu Nitrit. Viele Arten nutzen Ammoniumsalze als einzige Stickstoffquelle. Oceanimonas benötigt NaCl. Die Vertreter der Familie tolerieren einen relativ weiten Temperaturbereich für das Wachstum, es gibt sowohl mesophile wie psychrophile Arten.

### Chemotaxonomie
Der GC-Gehalt, also der Anteil der Nukleinbasen Guanin und Cytosin in der Bakterien-DNA, liegt im Bereich von 40 bis 63 Molprozent.

### Pathogenität
Einige Arten von Aeromonas zählen zu den Verderbserregern bei Lebensmitteln, da diese Arten psychrophil (kälteliebend) sind, können sie auch Kühlhausware verderben. Zu den für Menschen pathogenen Arten von Aeromonas zählen z. B. Aeromonas punctata subsp. caviae und Aeromonas hydrophila. Aeromonas hydrophila kann auch Krankheiten bei Fischen hervorrufen, ist aber vor allem als Krankheitserreger bei Fröschen bekannt.

## Systematik
Die Familie der Aeromonadaceae bildet zusammen mit der Familie der Succinivibrionaceae die Ordnung der Aeromonadales, diese steht in der Klasse der Gammaproteobacteria. Aeromonas ist die Typusgattung der Familie und der Ordnung. Zu der Familie zählen folgende Gattungen (Stand: 16. März 2021):
- Aeromonas Stanier 1943
- Dongshaea Huang et al. 2019
- Oceanimonas corrig. Brown et al. 2001 emend. Ivanova et al. 2005
- Oceanisphaera Romanenko et al. 2003 emend. Srinivas et al. 2012 emend. Xu et al. 2014
- Pseudaeromonas Padakandla and Chae 2017
- Tolumonas Fischer-Romero et al. 1996 emend. Caldwell et al. 2011
- Zobellella Lin & Shieh 2006 emend. Yi et al. 2011

Die Erstbeschreibung der Familie erfolgte 1986 durch Rita R. Colwell. Vorher war die Typusgattung Aeromonas der Familie der Vibrionaceae zugeordnet gewesen.

## Ökologie
Die Arten der Familie Aeromonadaceae sind weit verbreitet und kommen im Süß-, Brackwasser oder auch im Meerwasser vor. Auch im Abwasser wurden schon Aeromonadaceae nachgewiesen.